# Zdrój (Grande-Pologne)
Pour les articles homonymes, voir Zdrój.
Zdrój (prononciation : [zdrui̯]) est un village polonais de la gmina de Grodzisk Wielkopolski dans le powiat de Grodzisk Wielkopolski de la voïvodie de Grande-Pologne dans le centre-ouest de la Pologne.
Il se situe à environ 2 kilomètres à l'ouest de Grodzisk Wielkopolski (siège de la gmina et du powiat) et à 43 kilomètres au sud-ouest de Poznań (capitale régionale).

## Histoire
De 1975 à 1998, le village faisait partie du territoire de la voïvodie de Poznań.

Depuis 1999, Zdrój est situé dans la voïvodie de Grande-Pologne.
Le village possède une population de 348 habitants.